# Amastigia crassimarginata
Amastigia crassimarginata is een mosdiertjessoort uit de familie van de Candidae. De wetenschappelijke naam van de soort is, als Caberea crassimarginata, voor het eerst geldig gepubliceerd in 1884 door Busk.